# Toots Thielemans

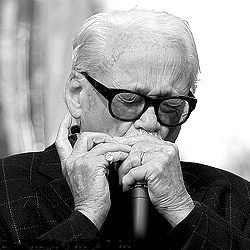
Jean-Baptiste „Toots“ Thielemans (2006)

Jean-Baptiste Frédéric Isidor, Baron Thielemans, bekannt als „Toots“ Thielemans (* 29. April 1922 in Braine-l’Alleud, Belgien; † 22. August 2016 ebenda) war ein belgischer Musiker des Modern Jazz (Mundharmonika, Gitarre, Pfeifen).
Wie kein Zweiter verhalf er „der Mundharmonika im Jazz zu Respekt“. Eines seiner bekanntesten Werke als Komponist ist die Hintergrundmusik der US-Kinder-Fernsehserie Sesame Street.

## Leben und Werk

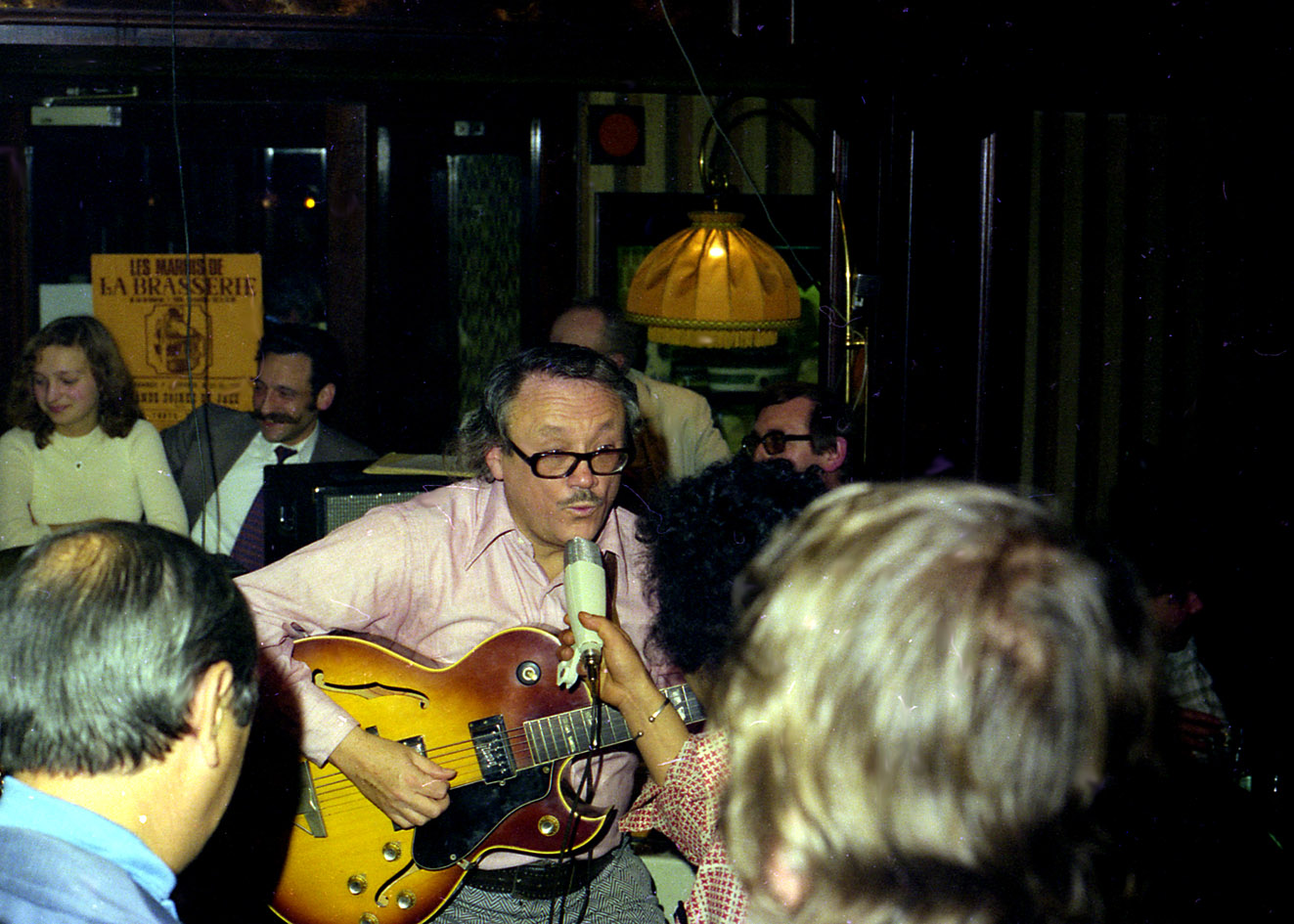
Thielemans bei einem Live-Auftritt in Brüssel 1975

Im Alter von drei Jahren begann Thielemans, Akkordeon zu lernen, mit siebzehn Jahren entdeckte er die chromatische Mundharmonika und begann ab 1940, nach dem Vorbild von Django Reinhardt Gitarre zu spielen. Während seines Mathematikstudiums trat er in GI-Clubs in Belgien auf. 1950 bereits gehörte er für die Dauer von deren Europatournee zu Benny Goodmans All-Star Band. 1951 ging er mit Bobbejaan auf Konzertreise. 1952 emigrierte er in die Vereinigten Staaten. In Philadelphia war er Mitglied der Charlie Parker All Stars. Von 1953 bis 1959 gehörte er dem Quintett von George Shearing an (teilweise ist er auf Aufnahmen als John Tillman gelistet). 1957 nahm er sein Debütalbum „Man Bites Harmonica!“ unter eigenem Namen (mit Pepper Adams und Kenny Drew) auf.
Die Verwendung der Mundharmonika und insbesondere der Rickenbacker-325-Gitarre durch Thielemans Ende der 1950er Jahre motivierte den jungen John Lennon, die gleichen Instrumente zu verwenden.
Mit Bluesette komponierte und spielte er eine der großen Erfolgsmelodien aus dem Bereich des Jazz und erreichte damit den Durchbruch. Herb Alpert nahm eine Komposition von Thielemans, Ladyfingers, für sein bekanntestes Album Whipped Cream & Other Delights im Jahre 1965 auf.
Er ist auch in Filmen wie Asphalt-Cowboy, The Getaway, Sugarland Express, Auf der Suche nach Mr. Goodbar, Hard Rain oder French Kiss sowie in der TV-Produktion Sesamstraße zu hören. Auf dem Album Affinity (1978) von Bill Evans spielte er auch seine Mundharmonika. Außerdem spielte Thielemans mit Ella Fitzgerald, Quincy Jones, Paul Simon, Billy Joel, Jaco Pastorius, Thierry Eliez und vielen anderen. In den 1980er Jahren konzertierte er häufig in All-Star-Besetzungen um Dizzy Gillespie. In den 1990er Jahren trat er mit Caetano Veloso und Gilberto Gil auf zahlreichen Festivals auf. Auch im hohen Alter von über 90 Jahren gab er noch regelmäßig Konzerte, kündigte jedoch am 13. März 2014 an, seine Karriere zu beenden. Zwei bereits geplante Auftritte im März und Mai in Antwerpen wurden abgesagt.
Als Jazz-Mundharmonika-Spieler hatte er den größten Einfluss, zum Beispiel auf Hermine Deurloo aus den Niederlanden und viele andere moderne Mundharmonika-Jazzer. Thielemans, der auch an der Manhattan School of Music lehrte, unterrichtete zudem Schüler wie Tim Welvaars oder Enrico Granafei.
Seinen Beinamen Toots hat er von Toots Mondello und Toots Camarata.

## Preise und Auszeichnungen

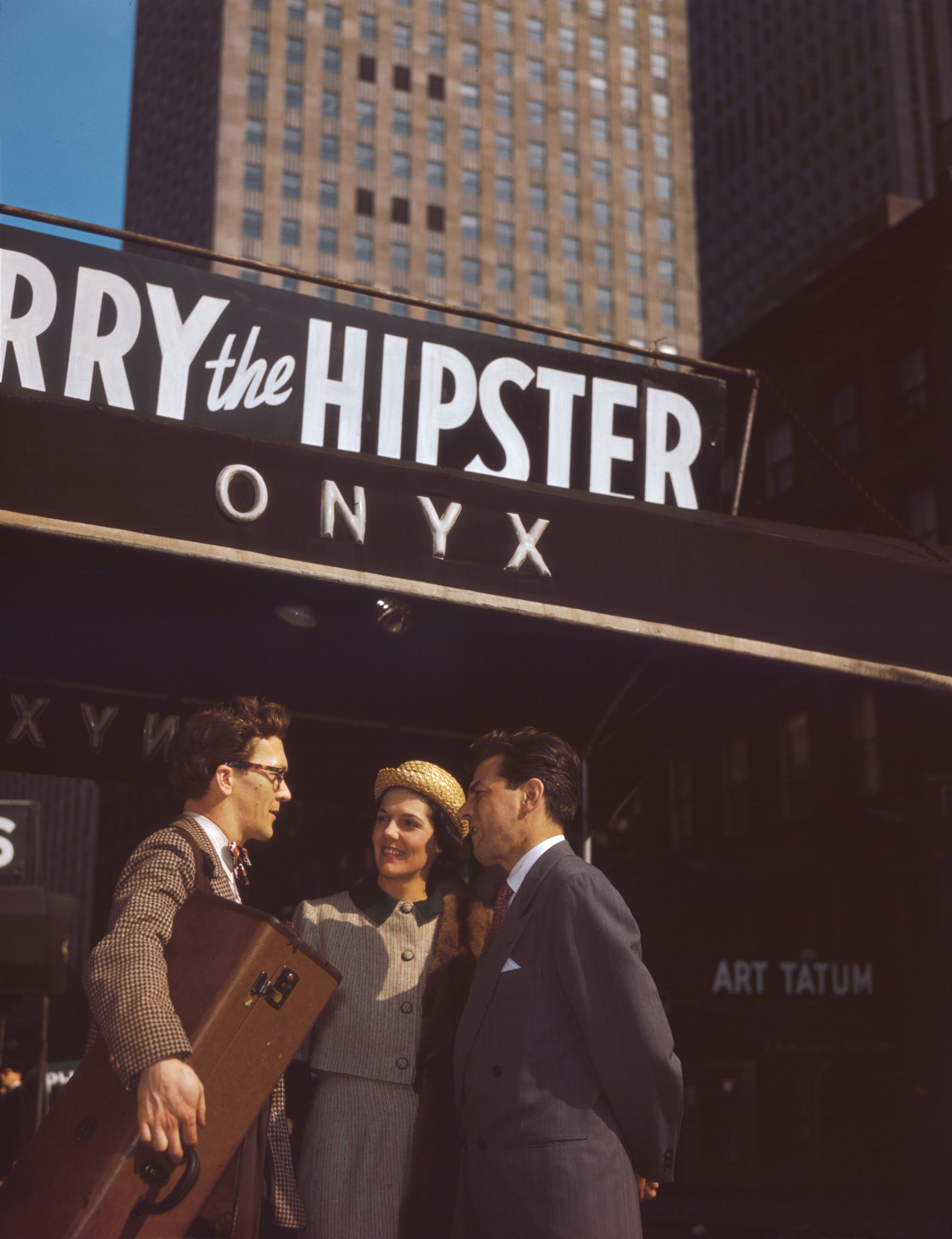
Von links: Toots Thielemans, Adele Girard und Joe Marsala 1948 vor dem Onyx, einem der Jazzclubs der 52nd Street, New York, Fotografie von William P. Gottlieb

Thielemans wurde 2004 für sein Lebenswerk mit der German Jazz Trophy geehrt. Im Jahr 2009 erhielt er mit der NEA Jazz Masters Fellowship die höchste Auszeichnung für Jazzmusiker in den USA. 2001 wurde er vom belgischen König Albert II. in den Stand eines Barons erhoben.

### Ehrentitel
Folgende Ehrentitel wurden Thielemans verliehen:
- Erhebung zum Baron durch König Albert II.
- Kommandeur des belgischen Leopoldsorden
- Ritter des belgischen Ordens Leopold II.
- Ritter des französischen Ordens der Künste und der Literatur
- Kommandeur des brasilianischen Rio-Branco-Orden
- Ehrendoktorwürde der Universitäten VUB und ULB

### Auszeichnungen
- Nominierung für den Grammy Award für das beste Instrumentalthema Bluesette: 1964[9]
- DownBeat-Gewinner Verschiedene Instrumente (Mundharmonika): 1978->1996, 1999->2008, 2011, 2012
- Nominierung für den Grammy Award für das beste Large Jazz-Ensemble-Album Affinity": 1980[10]
- Nominierung für den Grammy Award für das beste Jazz-Instrumentalsolo Bluesette: 1992
- Zamu Music Lifetime Achievement Award: 1994
- North Sea Jazz Bird Auszeichnung: 1995[11]
- Grammy Award für Best Engineered Album, Non-Classical Q’s Jook Joint: 1997
- Edison Jazz Karriere-Auszeichnung: 2001[12]
- German Jazz Trophy: 2004[13]
- Octaves de la Musique Album des Jahres One More for the Road: 2006[14]
- Bronze Zinneke-Preis: 2006[15]
- Klara Karriere-Auszeichnung: 2007[16]
- NEA Jazz Master Award: 2009[17]
- Concertgebouw Jazz Award: 2009[18]
- Premio Donostiako Jazzaldia: 2011[19]
- Ehrenmitglied der Union der darstellenden Künstler: 2011[20]
- Académie Charles Cros Karriere-Auszeichnung: 2012[21]
- Music Industry Lifetime Achievement Award: 2017[22]
- IFMCA Awards Nominierung Bestes Filmmusik-Kompilationsalbum The Cinema of Quincy Jones: 2017[23]

### Namensreferenzen
- Zwei Hohner Mundharmonika-Typen: Toots Mellow Tone[24] und Toots Hard Bopper[25]
- Toots Thielemans Jazz Awards in Brüssel, seit 2007[26]
- Straßen in Vorst (Rue Toots Thielemans) und Middelburg (Toots Thielemansstraat)[27]
- Schulen in Brussel, E.F.A. A.R. Toots Thielemans,[28] und Athénée Royal Toots Thielemans[29]
- Metro Brüssel U-Bahn-Station Toots Thielemans[30]
- Ein Asteroid, (13079) Toots[31]

Thielemans war Ehrenbürger von Dinant, Molenbeek, Sint-Amands und La Hulpe.

## Diskografie (Auswahl)

### Soloalben
- The Sound (Columbia, 1955)
- (als Jean Thielemans:) Man Bites Harmonica! (Riverside, 1958)
- Time Out for Toots (Decca, 1958)
- The Soul of Toots Thielemans (Fresh Sound, 960)
- Spotlight on Toots Thielemans (Polydor, 1961)
- The Whistler and His Guitar (ABC, 1962)
- Too Much! Toots (Philips, 1965)
- Captured Alive (Choice, 1974)
- Toots Thielemans Live (Universal, 1974)
- Live, Vol. 2 (Inner City, 1975)
- Live in the Netherlands mit Niels-Henning Ørsted Pedersen (Pablo, 1980)
- Bringing It Together (Li-Sem Enterprises, 1984)
- Do Not Leave Me (Milan, 1986)
- Only Trust Your Heart (Concord Jazz, 1988)
- Footprints (Verve, 1991)
- For My Lady (EmArcy, 1991)
- The Brazil Project (Private Music, 1992)
- The Brazil Project Volume 2 (Private Music, 1993)
- East Coast, West Coast (Private Music, 1994)
- Chez Toots (Private Music, 1998)
- One More for the Road (Verve, 2006)
- European Quartet Live (Challenge Jazz, 2010)
- Toots 90 – The Best Of (2012)
- Yesterday & Today (2012)
- Contrasts ... (2014)
- The Nearness of You (2017)
- Toots 100 (2022)

### Kollaborationen
- mit George Shearing und Peggy Lee: Beauty and the Beat (Capitol, 1958)
- mit George Shearing: Shearing On Stage! (Capitol, 1959)
- mit Orchester unter der Leitung von Kurt Edelhagen: Road to Romance (Polydor, 1961)
- mit Friedrich Gulda, Herb Geller, Ack van Rooyen und Hans Koller: Jazz Workshop Concert – Ruhrfestspiele (Columbia, 1962)
- mit Peggy Lee: Blues Cross Country (Capitol Records, 1962)
- mit Elis Regina: Elis & Toots (Philips, 1969)
- mit Quincy Jones: Walking in Space (A&M, 1969)
- mit Brook Benton: Brook Benton Today (1970)
- mit Quincy Jones: Smackwater Jack (A&M, 1971)
- mit Melanie: Gather Me (Neighborhood, 1971)
- mit John Denver: Aerie (RCA, 1971)
- mit John Denver: Farewell Andromeda (RCA, 1973)
- mit Svend Asmussen: Yesterday and Today (A&M, 1973)
- mit Paul Simon: Still Crazy After All These Years (Columbia, 1975)
- mit Oscar Peterson: The Oscar Peterson Big 6 at Montreux (Pablo, 1975)
- mit Oscar Peterson: Live at the North Sea Jazz Festival, 1980 (Pablo, 1980)
- mit Urbie Green: The Fox (CTI, 1976)
- mit Beppe Wolgers, Heinrich Riethmüller und Helge Damberg: Dunderklumpen (Poly, 1977)
- mit Bill Evans: Affinity (Warner Bros., 1978)
- mit Dizzy Gillespie: Digital at Montreux (Pablo, 1980)
- mit Bill Ramsey: When I See You (Erus Technik GmbH, 1980)
- mit Sarah Vaughan: Songs of The Beatles (Atlantic, 1981)
- mit Joe Pass und Niels-Henning Ørsted Pedersen: Live in the Netherlands (Pablo, 1982)
- mit Billy Joel: An Innocent Man (Columbia, 1983)
- mit Julian Lennon: Valotte (Atlantic, 1984)
- mit Paul Kuhn: Just Friends (Delta, 1986)
- mit James Last: Theme from Der Landarzt (Polydor, 1987)
- mit Shirley Horn Trio: For My Lady (Gitanes, 1991)
- mit Fumio Karashima: Rencontre (Polydor, 1999)
- mit Tito Puente: Live in Brussels (Smith & Co, 2011)
- Toots Thielemans & Kenny Werner (2001)

## Filmografie (Auswahl)
- 1974: Dunderklumpen
- 1979: Hals über Kopf (Head over Heels)
- 1984: Zwei Gauner in der Klemme (Zware jongens)
- 1985: Eine Frau zum Verlieben (Une femme ou deux)
- 1987: Der kleine Staatsanwalt